# 7106 Kondakov
7106 Kondakov eller 1978 PM3 är en asteroid i huvudbältet som upptäcktes den 8 augusti 1978 av den rysk-sovjetiske astronomen Nikolaj Tjernych vid Krims astrofysiska observatorium på Krim. Den har fått sitt namn efter Aleksandr Kondakov.
Asteroiden har en diameter på ungefär sju kilometer.